# Junta de culata

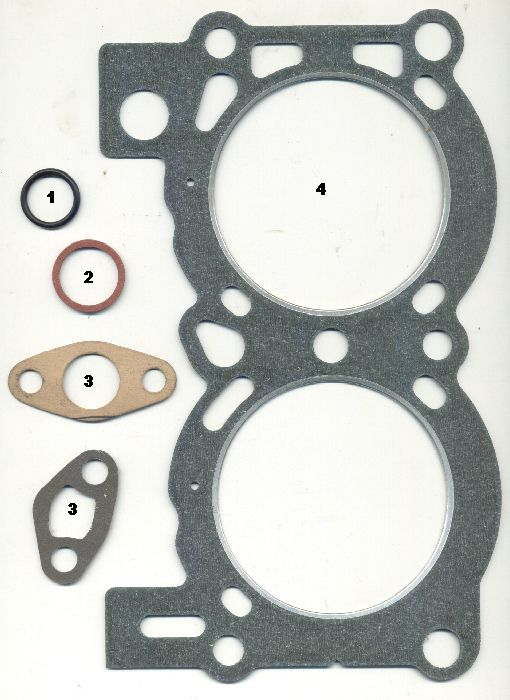
Diferentes clases de juntas de culata. La más grande corresponde al motor de un Ford Taurus.

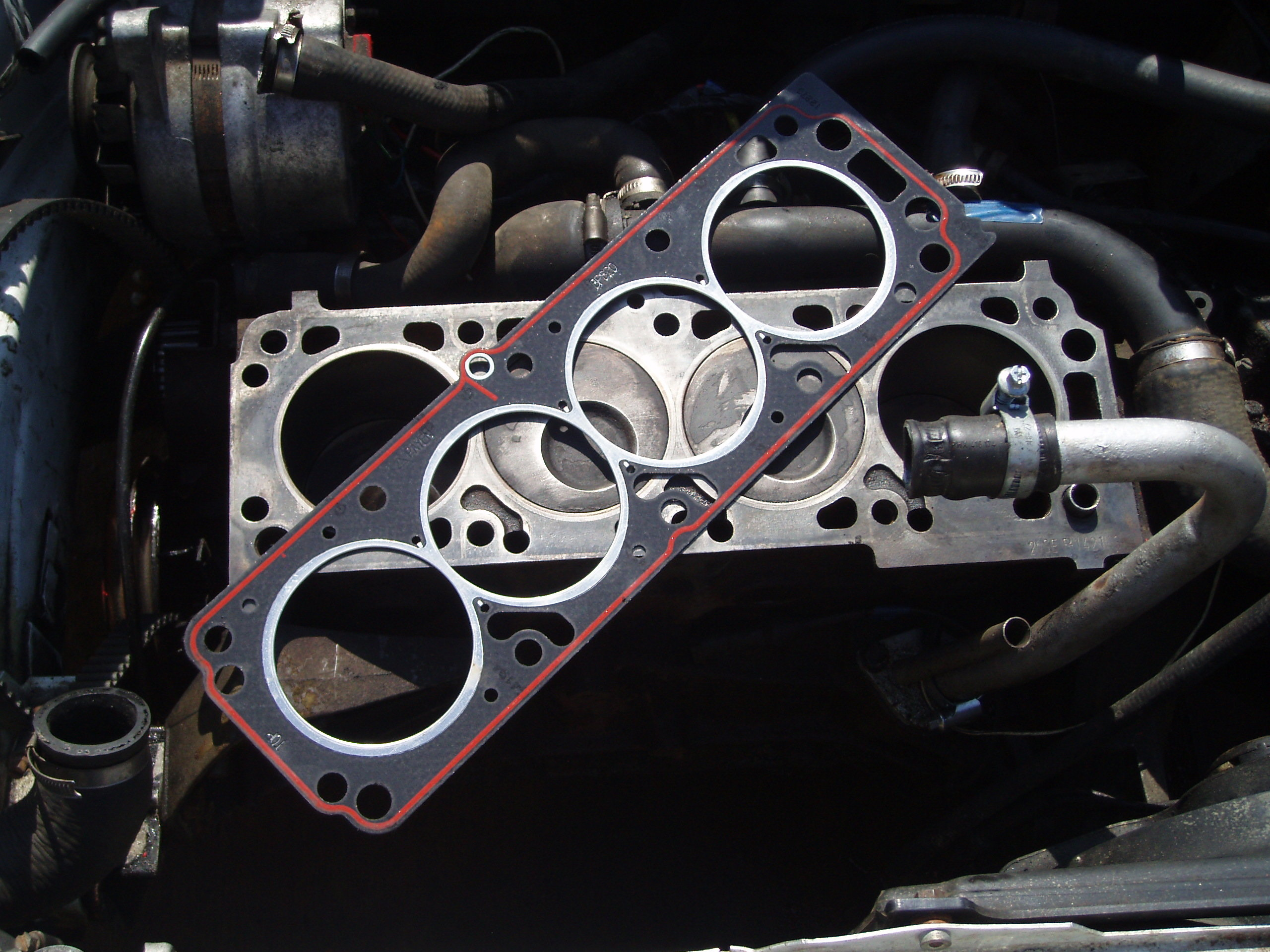
Una junta de culata de repuesto que se encuentra sobre la parte superior del bloque del motor de cuatro cilindros de un Vauxhall Astra. Una vez colocada correctamente, la culata se atornillará encima, utilizando una llave dinamométrica.

Una junta de culata es una junta de estanqueidad que se encuentra entre el bloque del motor y la culata en un motor de combustión interna.
Su propósito es sellar los cilindros para garantizar la máxima compresión y evitar fugas de refrigerante o del aceite del motor en los cilindros. Como tal, es la aplicación de sellado más crítica en cualquier motor, y como parte de la cámara de combustión, comparte los mismos requisitos de resistencia que los otros elementos que la componen.

## Tipos
- Acero multicapa (MLS): la mayoría de los motores con válvulas en cabeza modernos se producen con juntas MLS. Consisten en de dos a cinco (típicamente tres) capas delgadas de acero, intercaladas con elastómero. Las caras de contacto generalmente están recubiertas con un material similar al caucho, como el Viton, que se adhiere al bloque del motor y a la culata, mientras que las capas internas están optimizadas para obtener su máxima resistencia.[2][3]
- Fibrosas ( fibras aramidas Kevlar ®): consiste en un material compuesto por fibras aramidas y una inserción de acero perforado.En la zona de combustión posee un aro plegado de acero electrocincado. Son las más utilizadas después de las MLS.
- Cobre sólido: consiste en una lámina sólida de cobre. Generalmente requiere un mecanizado especial llamado 'o-ringing'[4] que coloca un trozo de alambre alrededor de la circunferencia del cilindro que se inserta a presión en la lámina de cobre. Estas juntas son extremadamente duraderas. También se producen juntas de cobre con cables de sellado integrados,[5] lo que permite sustituirlos sin necesidad de desmontar el bloque del motor.
- Compuestas: se trata de una tecnología más antigua, en la que se utilizan juntas de asbesto o de grafito, pero son más propensas a sufrir roturas que las juntas más modernas. Las juntas de asbesto son cada vez más raras debido a los problemas de salud que implica el uso de este material.[6]
- Elastoméricas: es un tipo de juntas utilizadas por Rover en sus motores de la Serie K. Emplea como núcleo una placa de acero con cordones de goma de silicona moldeados in situ para sellar los conductos de aceite y refrigerante. Las perforaciones de los cilindros son selladas mediante anillos de acero laminados en caliente de una manera más convencional. La idea detrás del diseño de esta junta era producir una versión para vehículos de producción en serie de la tecnología utilizada entonces en los motores de F1. La aplicación original de la junta en las versiones más pequeñas de la Serie K fue muy exitosa. Sin embargo, un rediseño del motor provocó problemas persistentes, provocando la inestabilidad de la junta.

Las juntas de culata en forma de anillo (de acero con o de cobre con junta tórica) son las más fuertes de su clase. Son reutilizables y si se usan entre superficies planas preparadas correctamente, proporcionan la mayor sujeción posible debido a su óptima reducción del área de la superficie de contacto. La mayoría de las juntas están diseñadas para hacer su trabajo de sellar una presión de cilindro de aproximadamente 100 bar dentro de cada cilindro, y al mismo tiempo evitar que el aceite (7 bar) y el agua (2 bar) se mezclen.
Los motores de mayor relación de compresión, ya sea con aspiración normal o bajo alguna forma de alimentación forzada, pueden requerir más trabajo para evitar el efecto de una detonación espontánea. Una vez que se inicia la detonación, las presiones y temperaturas de los cilindros aumentan rápidamente, y presiones de hasta 8 veces la presión normal del cilindro, a veces incluso más, hacen que la culata se levante literalmente, dejando la junta de la culata sin fuerza de apriete.
Las juntas normales se aflojarán siempre bajo estas condiciones, tal como se muestra en el ejemplo. Es importante tener en cuenta aquí que ningún motor debe funcionar nunca en estas condiciones adversas a propósito. Sin embargo, durante el período de "ajuste" de muchos motores, estas condiciones severas pueden encontrarse durante períodos cortos, por lo que es vital tener una junta de culata que puede resistir breves estallidos de detonación sin soltarse, de modo que el sistema de inyección pueda hacer los ajustes necesarios para "desactivar" cualquier pico de detonación.
El costo de una junta de culata de repuesto generalmente es pequeño, pero el precio de la reparación total es significativamente alto. Esto se debe a que el proceso de quitar/reemplazar la culata de un motor para cambiar la junta requiere mucho tiempo: alrededor del 75 % del costo será mano de obra. Además, cuando las juntas pierden la estanqueidad, suelen dañar gravemente el motor, lo que requiere un trabajo aún más costoso.

## Problemas de juntas
El motor de combustión interna habitual es un diseño de gasolina de cuatro tiempos refrigerado por agua. Utiliza tres circuitos de fluidos de trabajo:
1. Mezcla combustible/aire
2. Refrigerante a base de agua, generalmente con glicol mezclado
3. Aceite de motor para la lubricación

Todos estos elementos son vitales, y nunca se debe permitir que se mezclen. Además de sellar el cilindro, la junta de culata también debe sellar los conductos de agua y de aceite que pasan entre la cabeza y el bloque. Cualquier conexión entre ellos provocará fallos en el motor o problemas importantes como la quema de aceite (con la formación de abundante humo en el escape). El humo de escape azul puede ser indicativo de que el motor está quemando aceite. El humo de escape blanco es un indicador de quema de refrigerante, otra señal de desgaste de la junta de culata.
Ocasionalmente, la compresión en el cilindro hará que se forme una fuga en la junta, que tendrá que ser reemplazada, o puede producirse un daño severo (debido a una junta de culata comunicada). Este problema se ha hecho más frecuente por el uso de culatas de aluminio en lugar de culatas de hierro. Si bien es más liviano que el hierro, el aluminio tiene una tasa dilatación térmica mucho mayor, lo que a su vez provoca una mayor tensión en la junta de culata. Los fabricantes de motores han respondido a este problema agregando un recubrimiento antiadherente (como el politetrafluoroetileno) a la superficie de la junta.
Si la junta falla, pueden ocurrir una gran variedad de problemas, desde la pérdida de compresión (que conduce a la reducción de potencia o a un motor en mal estado), hasta gases de escape que son forzados al sistema de enfriamiento, lo que conduce al sobrecalentamiento del motor y al aumento de su desgaste  debido a que el lubricante está siendo mezclado con el anticongelante. El líquido refrigerante puede filtrarse en los cilindros, causando que el escape emita vapor y que el convertidor catalítico se dañe. Si una cantidad muy grande de refrigerante se mezcla con el aceite, se puede producir el agarrotamiento del motor, causando daños muy graves. A veces, todo lo que puede suceder cuando se daña una junta de culata es el vapor excesivo que sale del tubo de escape; sin embargo, el motor puede funcionar normalmente, hasta que todo el refrigerante se haya escapado y el motor se sobrecaliente. En otros casos, la compresión se escapa a pequeños espacios entre la junta y la culata o el bloque del motor, donde queda atrapado el aire que luego se libera cuando se apaga el motor. Estos gases pueden escapar al refrigerante y crea bolsas de aire, que pueden quedar atrapadas en el termostato del refrigerante del motor, lo que hace que permanezca cerrado y provoque un sobrecalentamiento adicional, creando así aún más vacíos entre la junta y el motor. Las bolsas de aire también pueden hacer que el motor expulse el refrigerante hacia el rebosadero o hacia el vaso de expansión, reduciendo así la cantidad de refrigerante que el motor tiene disponible para mantenerse fresco.

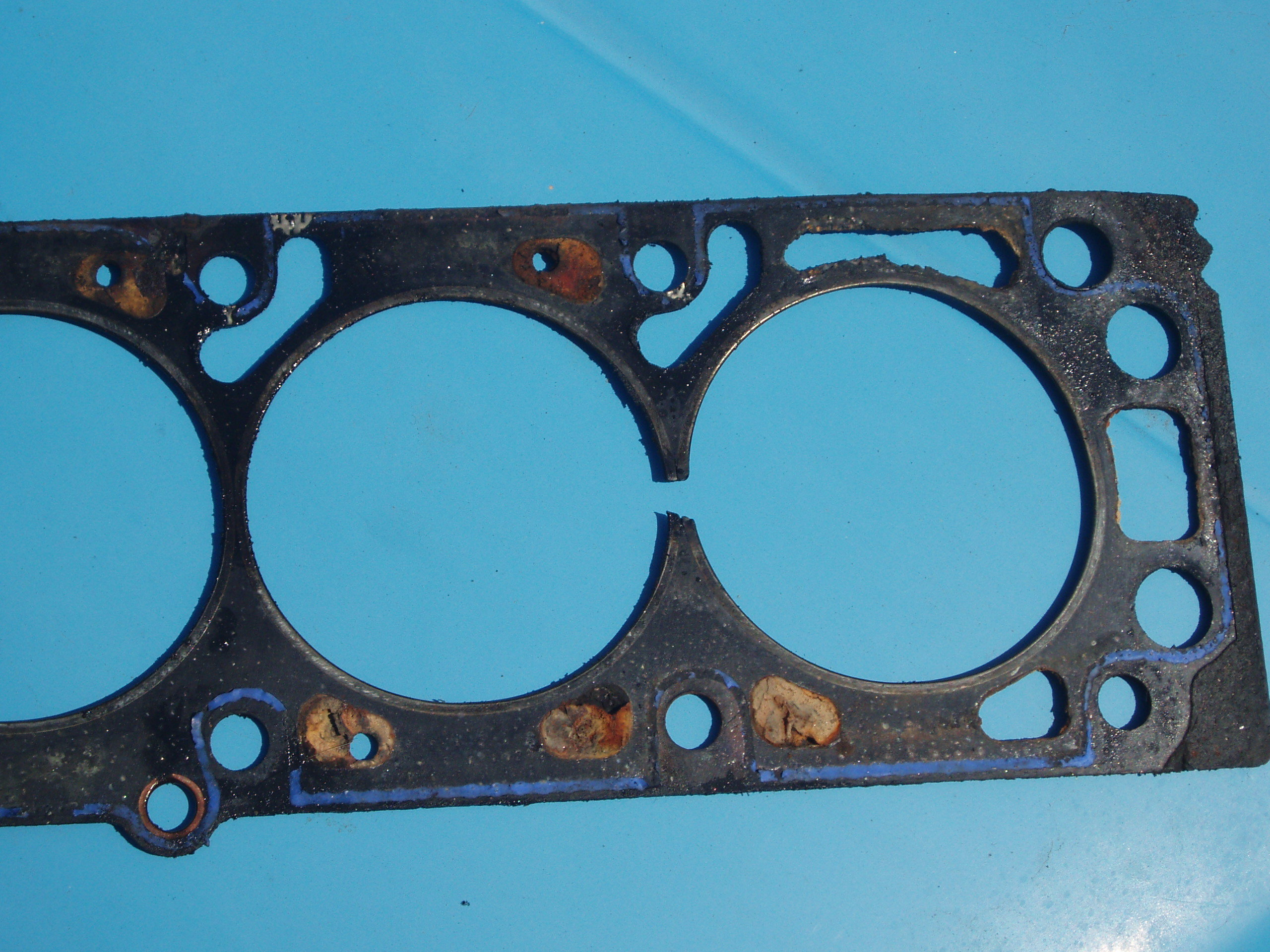
Una junta de culata dañada puede permitir que se escapen gases entre los cilindros.

El estado de conservación de una junta de culata generalmente se investiga verificando la presión de compresión con un piezómetro, o mejor, con un detector de fugas, observando además cualquier indicación de gases de combustión en el sistema de enfriamiento en un motor refrigerado por agua. El aceite mezclado con refrigerante y la pérdida excesiva de refrigerante sin causa aparente, o la presencia de gases como monóxido de carbono o hidrocarburos en el vaso de expansión del sistema de enfriamiento también pueden ser signos de problemas en la junta de culata.
Una buena señal de un fallo en la junta de culata en los motores enfriados por agua es la presencia de una sustancia que se asemeja a mayonesa en el aceite, que a menudo se ve detecta en la varilla de nivel de aceite, o en la tapa de llenado del lubricante. Sin embargo, la presencia de esta sustancia no es una prueba concluyente del fallo de la junta, ya que el aceite podría mezclarse con el refrigerante a través de otras rutas. Del mismo modo, es completamente posible que una junta de culata falle de tal manera que el aceite nunca entre en contacto con el refrigerante. Debido a esto, el aceite que NO se ha contaminado con refrigerante no debe tomarse como una señal definitiva de que la junta de culata se conserva en buen estado.
Las fugas se puede clasificar como externas o internas. Una fuga externa puede identificarse como aceite y refrigerante que se acumulan debajo del motor. La presencia de refrigerante se puede detectar haciendo brillar una luz negra sobre lo que pareciera ser una fuga de aceite. La presencia del refrigerante se mostrará bajo la luz negra. Las fugas externas también pueden aparecer como se describió anteriormente en el aceite. Una fuga interna generalmente se puede diagnosticar por la acumulación excesiva de refrigerante en el vaso de expansión, junto con la presencia de hidrocarburos en forma de espuma. La posibilidad de que se acumulen vapores o condensación y/o agua (procedentes de la carretera o de la lluvia) desde un respiradero externo o un tanque de retención desde la culata (cubierta de balancín) también puede causar una acumulación de espuma o espuma en el aceite, pero es altamente improbable.